# Дамп памяти
Дамп па́мяти (англ. memory dump; в Unix — core dump) — содержимое рабочей памяти одного процесса, ядра или всей операционной системы. Также может включать дополнительную информацию о состоянии программы или системы, например значения регистров процессора и содержимое стека. Многие операционные системы позволяют сохранять дамп памяти для отладки программы. Как правило, дамп памяти процесса сохраняется автоматически, когда процесс завершается из-за критической ошибки (например, из-за ошибки сегментации). Дамп также можно сохранить вручную через отладчик или любую другую специальную программу.

## История
Английский термин core dump буквально переводится как «выгрузка содержимого ядра»: на ранних компьютерах дамп означал принтерную распечатку содержимого памяти на магнитных сердечниках (англ. magnetic core memory). Классическая игра NetHack содержит отсылку к термину при съедении яблока: "core dumped".

## В Unix
В современных Unix-подобных операционных системах дамп памяти сохраняется в виде файла, который обычно называется core или core.<номер процесса>; его формат такой же, как формат исполняемых файлов этой ОС (ELF в Linux и современных Unix, a.out в традиционных Unix-системах, Mach-O в Mac OS X). Для анализа core-файла используется отладчик (например gdb) или инструмент objdump.

## В Windows
В Windows существует два вида дампов: дампы режима ядра и дампы пользовательского режима.

### Дамп режима ядра
Когда в Windows происходит ошибка в ядре операционной системы, ОС не может продолжать свою работу, что приводит к так называемому синему экрану смерти (англ. BSoD). Во время показа этого экрана идёт запись дампа режима ядра (англ. kernel-mode dump). Тип записываемого дампа задаётся в свойствах системы во вкладке «Загрузка и восстановление». Windows поддерживает три режима записи дампа, различающиеся объёмом сохраняемой информации:
- Полный дамп системы (англ. Complete Memory Dump) — содержит всю физическую память системы. Существуют проблемы при записи такого дампа, если в системе более 4Гб ОЗУ (это связано с тем, что 32 бита могут адресовать максимум 4Гб). Обычно записывается в файл C:\Windows\MEMORY.DMP;
- Дамп памяти ядра (англ. Kernel Memory Dump) — содержит всю память, которую использует ядро системы;
- Малый дамп памяти (англ. Small Memory Dump) — содержит различную информацию, например, стоп-код, параметры ошибки, список загруженных драйверов и т. п. Обычно записывается в папке C:\Windows\Minidump.

### Дамп пользовательского режима
Дамп пользовательского режима (англ. user-mode dump), также часто просто (англ. minidump) — это дамп памяти отдельного процесса. Он содержит в себе выбранные к записи виды данных. В частности, это может быть: полная или частичная (отфильтрованная) память процесса; список, стек, состояние потоков; дескрипторы (англ. handle) объектов ядра; список загруженных библиотек, а также список выгруженных библиотек. Полностью ознакомиться с возможными вариантами можно, изучив перечисление MINIDUMP_TYPE Архивная копия от 11 января 2015 на Wayback Machine.